# Levin August Gottlieb Theophil von Bennigsen
Leontij Leontijevič Bennigsen (rusko Лео́нтий Лео́нтьевич Бе́ннигсен; nemško Levin August Gottlieb Theophil von Bennigsen), nemški general, * 10. februar 1745, † 3. december 1826.
Bil je eden izmed pomembnejših generalov, ki so se borili med Napoleonovo invazijo na Rusijo; posledično je bil njegov portret dodan v Vojaško galerijo Zimskega dvorca.

## Življenje
Rodil se je baronu Leonu Benningsenu (1700-62) in pri 14. letih je pričel vojaško službo v hannoverski pehoti; udeležil se je zadnjih bojev sedemletne vojne. Leta 1773 je kot podpolkovnik hannoverske vojske prestopil v rusko vojsko, bil dodeljen Vjatskemu mušketirskemu polku ter se naslednje leto udeležil bojev proti Turkom. 
Leta 1787 je bil povišan v polkovnika in postal poveljnik Izjumskega lahkega konjeniškega polka, s katerim se je udeležil bojev v letih 1789-90 in 1792. Zaradi zaslug je bil leta 1794 povišan v generalmajorja. Leta 1796 je sodeloval v vojni proti Turkom in čez dve leti je bil povišan v generalporočnika. 
V času carja Pavla I. je padel v njegovo nemilost, zaradi česar je 30. septembra 1798 podal odstavko. Sodeloval je v puču, v katerem so ubili Pavla I. 15. marca1799 je bil ponovno sprejet v vojsko in 11. junija 1802 je bil povišan v generala konjenice. Leta 1805 je poveljeval eni od armad, s katero se je odpravil na pomoč Avstriji proti Napoleonu. Naslednje leto je postal poveljnik korpusa. Potem, ko je bil 27. junija 1807 premagan v bitki za Friedland, za kar je bil upokojen (uradno zaradi bolezni). 
27. aprila 1812 je bil ponovno aktiviran in postal je načelnik štaba Kutuzovega štaba. Zaradi spora z njim je bil ponovno odstranjen iz armade. Leta 1813 je postal vrhovni poveljnik rezervne vojske na Poljskem. Po koncu vojne je postal vrhovni poveljnik 2. armade in se leta 1818 upokojil.
Do smrti je živel v Hannovru.